# Olympische Winterspiele 2022/Teilnehmer (Andorra)
| Gelbes Symbol für Goldmedaillen mit stilisierten Olympischen Ringen | Graues Symbol für Silbermedaillen mit stilisierten Olympischen Ringen | Braundes Symbol für Bronzemedaillen mit stilisierten Olympischen Ringen |
| ------------------------------------------------------------------- | --------------------------------------------------------------------- | ----------------------------------------------------------------------- |
| —                                                                   | —                                                                     | —                                                                       |

Andorra nahm an den Olympischen Winterspielen 2022 in Peking teil. Es war die 13. Teilnahme des Landes an Olympischen Winterspielen. Qualifiziert waren drei Frauen und zwei Männer, Fahnenträgerin bei der Eröffnungsfeier war die Snowboarderin Maeva Estévez Baux.

## Teilnehmer nach Sportarten

### Ski Alpin
| Athleten     | Wettbewerb   | 1. Lauf     | 1. Lauf | 2. Lauf     | 2. Lauf | Gesamt      | Gesamt |
| Athleten     | Wettbewerb   | Zeit        | Rang    | Zeit        | Rang    | Zeit        | Rang   |
| ------------ | ------------ | ----------- | ------- | ----------- | ------- | ----------- | ------ |
| Frauen       |              |             |         |             |         |             |        |
| Cande Moreno | Abfahrt      | —           | —       | —           | —       | DNF         | DNF    |
| Cande Moreno | Super-G      | —           | —       | —           | —       | 1:16,72 min | 30     |
| Cande Moreno | Kombination  | 1:34,05 min | 16      | 1:00,29 min | 14      | 2:34,34 min | 12     |
| Männer       |              |             |         |             |         |             |        |
| Joan Verdú   | Super-G      | —           | —       | —           | —       | 1:22,92 min | 22     |
| Joan Verdú   | Riesenslalom | 1:04,48 min | 13      | 1:06,80 min | 3       | 2:11,28 min | 9      |

### Skilanglauf
| Athleten                | Wettbewerbe       | Zeit        | Rang |
| ----------------------- | ----------------- | ----------- | ---- |
| Frauen                  |                   |             |      |
| Carola Vila Obiols      | 10 km klassisch   | 31:45,0 min | 47   |
| Carola Vila Obiols      | 15 km Skiathlon   | 50:28,8 min | 47   |
| Carola Vila Obiols      | 30 km Freier Stil | 1:39:18,1 h | 48   |
| Männer                  |                   |             |      |
| Irineu Esteve Altimiras | 15 km klassisch   | 40:39,4 min | 24   |
| Irineu Esteve Altimiras | 30 km Skiathlon   | 1:21:08,2 h | 20   |
| Irineu Esteve Altimiras | 50 km Freier Stil | 1:15:09,8 h | 25   |

### Snowboard
| Athleten           | Wettbewerb     | Qualifikation | Qualifikation | Achtelfinale | Viertelfinale | Halbfinale    | Finale A/B    | Rang |
| Athleten           | Wettbewerb     | Zeit          | Rang          | Rang         | Rang          | Rang          | Rang          | Rang |
| ------------------ | -------------- | ------------- | ------------- | ------------ | ------------- | ------------- | ------------- | ---- |
| Frauen             |                |               |               |              |               |               |               |      |
| Maeva Estévez Baux | Snowboardcross | DNF           | 31            | DNS          | ausgeschieden | ausgeschieden | ausgeschieden | 31   |